# Edmond Spencer Blackburn

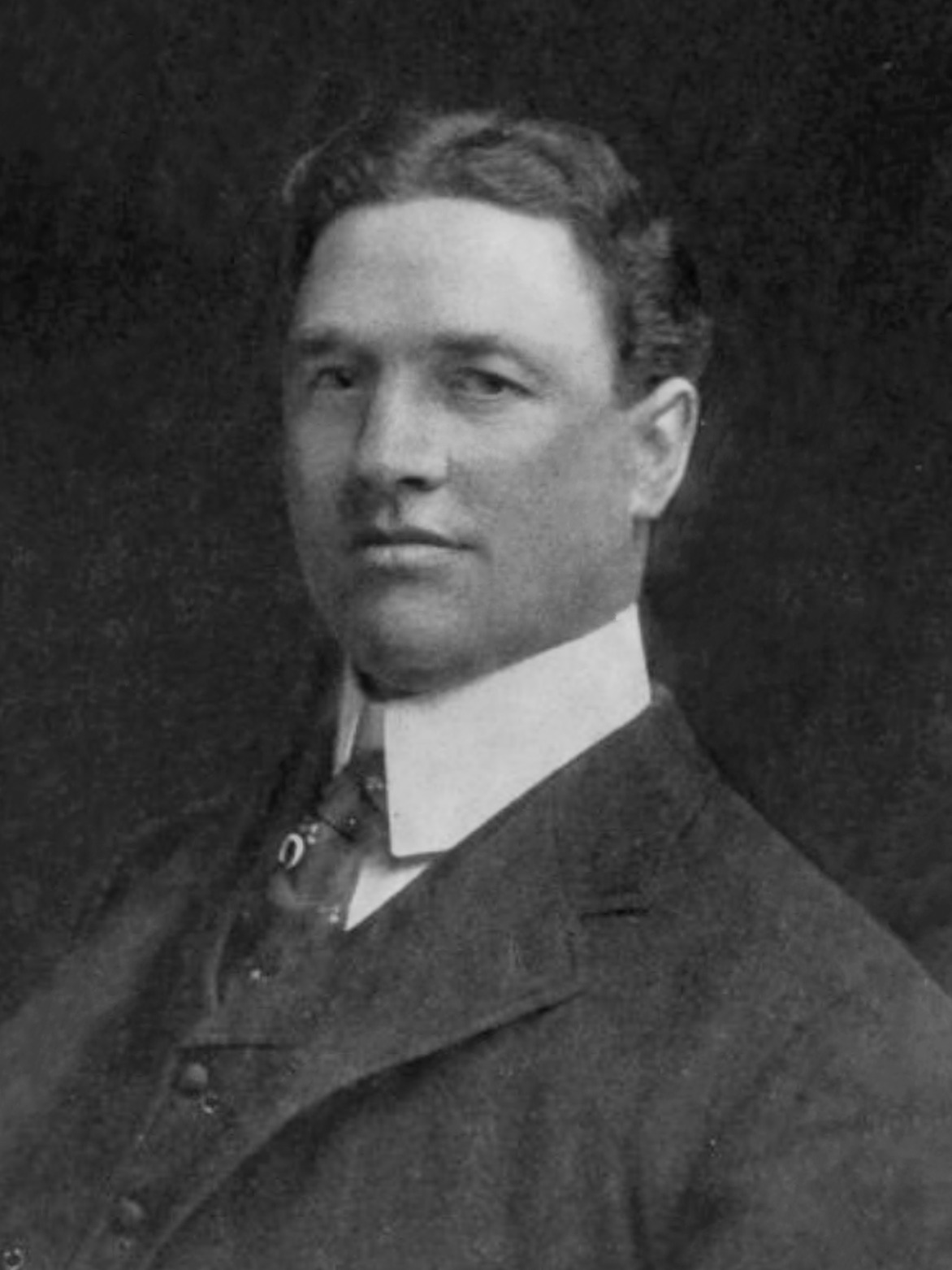
Edmond Spencer Blackburn

Edmond Spencer Blackburn (* 22. September 1868 bei Boone, North Carolina; † 10. März 1912 in Elizabethton, Tennessee) war ein US-amerikanischer Politiker. Zwischen 1901 und 1907 vertrat er zwei Mal den Bundesstaat North Carolina im US-Repräsentantenhaus.

## Werdegang
Edmond Blackburn besuchte die öffentlichen Schulen seiner Heimat. Nach einem anschließenden Jurastudium und seiner 1890 erfolgten Zulassung als Rechtsanwalt begann er in Jefferson in diesem Beruf zu arbeiten. In den Jahren 1894 und 1895 war er auch Verwaltungsangestellter beim Senat von North Carolina. Blackburn war Mitglied der Republikanischen Partei. Von 1896 bis 1897 war er Abgeordneter im Repräsentantenhaus von North Carolina, als dessen Präsident er 1897 fungierte. Im Jahr 1898 war er stellvertretender Bundesstaatsanwalt.
Bei den Kongresswahlen des Jahres 1900 wurde er im achten Wahlbezirk von North Carolina in das US-Repräsentantenhaus in Washington, D.C. gewählt, wo er am 4. März 1901 die Nachfolge von Romulus Zachariah Linney antrat. Da er im Jahr 1902 dem Demokraten Theodore F. Kluttz unterlag, konnte er bis zum 3. März 1903 zunächst nur eine Legislaturperiode im Kongress absolvieren. Im Jahr 1904 wurde Blackburn dann erneut in den Kongress gewählt, wo er am 4. März 1905 Kluttz wieder ablöste. Bis zum 3. März 1907 konnte er damit eine weitere Legislaturperiode im US-Repräsentantenhaus verbringen. Im Jahr 1906 verzichtete er auf eine erneute Kandidatur.
Nach seinem Ausscheiden aus dem Kongress praktizierte Blackburn als Anwalt in Greensboro. Er starb am 10. März 1912 in Elizabethton und wurde nahe seiner Heimatstadt Boone beigesetzt.